# La Terre qui meurt (film, 1936)
Pour les articles homonymes, voir La Terre qui meurt.
Pour plus de détails, voir Fiche technique et Distribution.
La Terre qui meurt est un film français réalisé par Jean Vallée, sorti en 1936. C'est une adaptation du roman éponyme de René Bazin paru en 1898.

## Synopsis
En Vendée, un vieux fermier est peu à peu abandonné par les siens qui ne voient pas leur avenir dans les travaux des champs. Seuls un infirme et une amoureuse délaissée restent à ses côtés.

## Fiche technique
- Réalisation : Jean Vallée
- Scénario :  Charles Spaak, d'après le roman éponyme de René Bazin
- Décors : Roland Quignon
- Photographie : Raymond Clunie, Marcel Lucien
- Son : Jacques Hawadier
- Musique : Jane Bos
- Directeur de production : Alexandre Javet
- Société de production et de distribution : Paris-Color-Film
- Format :  Couleur (Franciacolor)  - 1,37:1 - Son mono - 35 mm
- Genre : Drame
- Durée : 88 minutes
- Date de sortie : 24 avril 1936

## Distribution
- Pierre Larquey : Le père Lumineau
- Robert Arnoux : François
- Mady Berry : La Michelonne
- Romain Bouquet : Le père de Félicité
- Simone Bourday : Marie Rose
- Jean Cyrano : Jean Nesmy
- Paul Demange : Le notaire
- Georges Flamant : Fernand
- Lucien Galas : André
- Robert Goupil : Maffray
- Marcelle Monthil : La deuxième Michelonne
- Line Noro : Éléonore
- Alexandre Rignault : Mathurin
- Noël Roquevert
- Germaine Sablon : Félicité
- Teddy Michaud
- Bernard Blier: Un homme dans le bar

## Autour du film
- Il s'agit de la seconde adaptation au cinéma du roman de René Bazin. Jean Choux en avait tiré dix ans plus tôt un film muet, avec notamment Georges Melchior, Jean Dehelly et Madeleine Renaud.
- Ce film est le second film français (après Jeunes Filles à marier en 1935, du même auteur), réalisé en couleurs[1]. Le procédé de couleurs Francita n'ayant pas résisté à l'usure du temps, les copies subsistantes avaient viré au noir et blanc[2]. Le film fut restauré en 1992 par les Archives du Film, avec le concours de la cinémathèque de Vendée, l'Association Iris, l'association des héritiers de René Bazin, et le Conseil Général de la Vendée.